# بيافر (الأردين)
بيافر هي بلدية فرنسية تقع في إقليم الأردين في منطقة غراند إيست.   